# Маринковци
Маринковци су насељено мјесто у Босни и Херцеговини у општини Босанско Грахово које административно припада Федерацији Босне и Херцеговине. Према попису становништва из 1991. у насељу је живјело 280 становника.

## Становништво
| Националност       | 1991. | 1981. | 1971. | 1961. |
| Срби               | 274   | 315   | 431   | 514   |
| Црногорци          |       |       |       | 5     |
| Југословени        |       |       | 4     |       |
| Хрвати             | 1     |       |       |       |
| остали и непознато | 5     |       | 1     | 1     |
| Укупно             | 280   | 315   | 436   | 520   |

| Демографија | Демографија | Демографија |
| Година      | Становника  | Становника  |
| ----------- | ----------- | ----------- |
| 1961.       | 520         |             |
| 1971.       | 436         |             |
| 1981.       | 315         |             |
| 1991.       | 280         |             |

## Познате личности
- Милан Глигић, српски певач и хармоникаш